# Friedeburg (Freiberg)
Friedeburg und Neu-Friedeburg sind zwei Stadtviertel des Stadtteils Freiberg-Nord im Nordwesten der Großen Kreisstadt Freiberg im Landkreis Mittelsachsen (Freistaat Sachsen). Die ursprüngliche Ortslage Friedeburg wurde bereits am 1. April 1908 nach Freiberg eingemeindet. Ab 1985 entstand das Neubauviertel Friedeburg mit hauptsächlich sechsstöckigen Plattenbauten. Westlich der Plattenbausiedlung Friedeburg entstand seit Mitte der 1990er Jahre das Wohngebiet Neu-Friedeburg aus Einfamilien- und Doppelhäusern. 

## Geografie

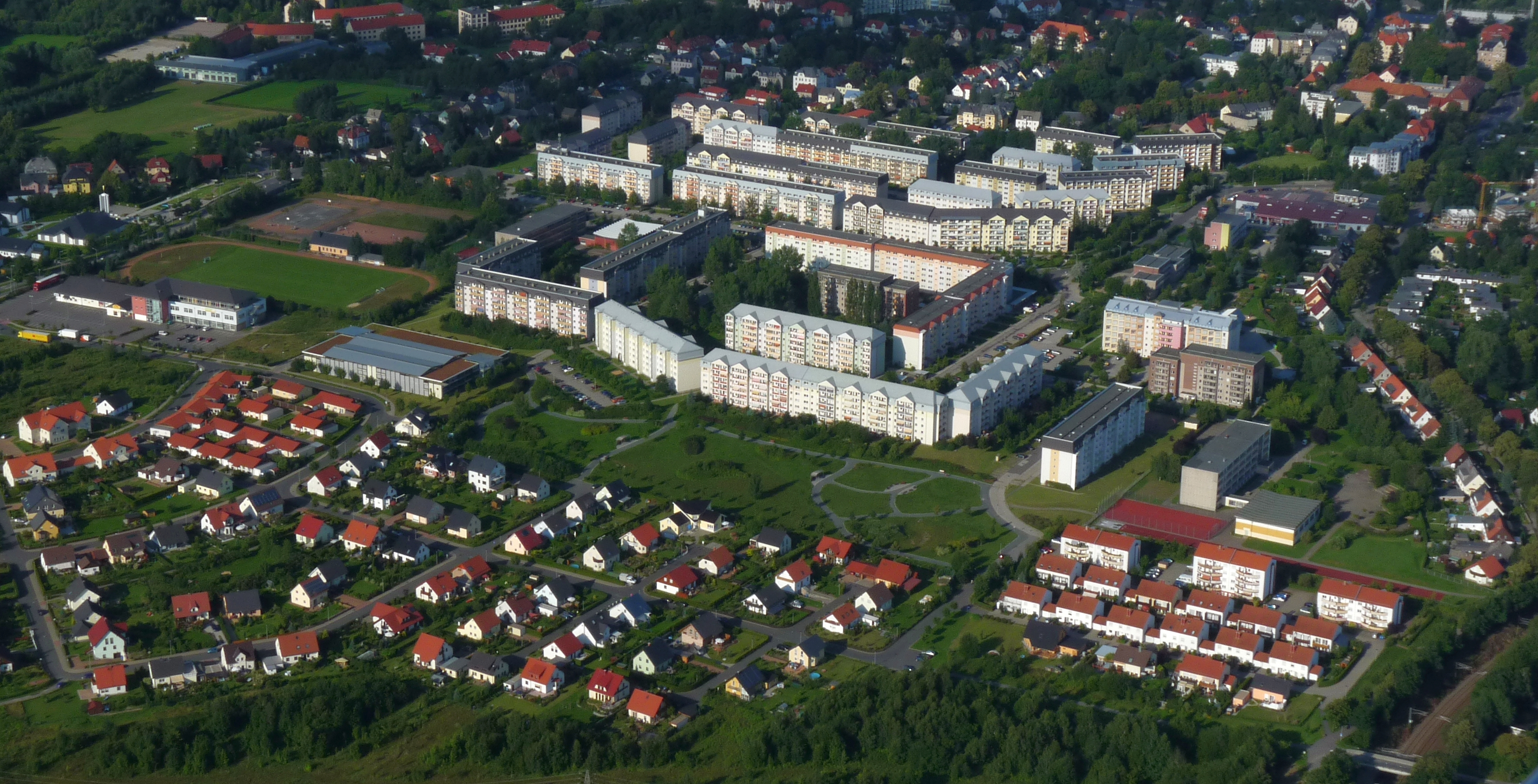
Stadtviertel Friedeburg und Neufriedeburg (Vordergrund)

### Lage und Untergliederung der Stadtviertel
Friedeburg und Neu-Friedburg liegen im Osterzgebirge westlich des Stadtzentrums von Freiberg. Das Gebiet reicht im Norden über die „Hainichener Straße“ hinaus und wird im Osten von der „Wallstraße“ (Bundesstraße 101) und im Süden von der „Claußalle“/„Heinrich-Heine-Straße“ begrenzt.
Der älteste Ortskern von Friedeburg mit dem Rittergut schließt sich am Westen an die Freiberger Altstadt an. Westlich des alten Friedeburgs entstand ab 1985 das Plattenbauviertel. Die jüngere Eigenheimsiedlung Neu-Friedeburg wurde wiederum ab Mitte der 1990er Jahre westlich des Plattenbauviertels Friedeburg errichtet. Zu den beiden Stadtvierteln zählen folgende Straßen und Plätze:
Friedeburg (alte Ortslage)
| - Beethovenstraße - Bernhard-Kellermann-Straße - Brauereistraße - Dr.-Külz-Straße - Gellertstraße | - Heinrich-Heine-Straße - Lessingstraße - Parkstraße - Witzlebenstraße |

Friedeburg (Neubauviertel)
- Arthur-Schulz-Straße
- Friedeburger Straße
- Friedmar-Brendel-Weg
- Johanna-Römer-Straße
- Paul-Müller-Straße

 Neufriedeburg
| - Abraham-von-Schönberg-Straße - Balthasar-Rößler-Straße - Eduard-Heuchler-Straße - Kurt-Handwerk-Straße - Heinrich-Gerlach-Straße | - Heynitzstraße - Martin-Planer-Straße - Oppelstraße - Reimannstraße - Trebrastraße | - Ulrich-Rülein-Platz - Waldenburger Straße |

### Nachbarorte
|                  | Freiberg, Stadtteil Freiberg-Nord (Stadtviertel Lößnitz)                          |                                       |
| Kleinwaltersdorf | Kompassrose, die auf Nachbargemeinden zeigt                                       | Freiberg, Stadtteil Freiberg-Altstadt |
|                  | Freiberg, Stadtteil Freiberg-West (Stadtviertel Fernesiechen und Hospitalviertel) |                                       |

## Geschichte

### Entstehung bis 1945
Auf dem Gebiet des heutigen alten Ortskerns von Friedeburg im Osten des Stadtviertels existierte im 16. Jahrhundert das „Pragersche Vorwerk“. Dieses war zu Beginn des 17. Jahrhunderts im Besitz des kursächsischen Oberzehntners und Bergrats Gottfried Pabst von Ohain (getauft 30. März 1656 in Mohorn; † 19. Juli 1729 in Friedeburg). Auf seinem Besitz ließ Pabst von Ohain Wirtschaften anlegen, sodass auf dem Pragerschen Vorwerk die Siedlung „Gottfriedsburg“ entstand, für die sich ab 1732 die Bezeichnung „Friedeburg“ einbürgerte. Aus dem Vorwerk in der heutigen „Bernhard-Kellermann-Straße“ entwickelte sich das 1764 genannte Rittergut Friedeburg, das die Grundherrschaft über den Ort Friedeburg ausübte. Die Siedlung lag bis 1856 im kursächsischen bzw. königlich-sächsischen Kreisamt Freiberg. Ab 1856 gehörte der Ort zum Gerichtsamt Freiberg und ab 1875 zur Amtshauptmannschaft Freiberg. Zu dieser Zeit hatte Friedeburg 1354 Einwohner. Das Rittergut wurde im Jahr 1875 als Kanzleilehngut bezeichnet. Das sanierte Gebäude wird bis heute bewohnt.
Am 1. April 1908 erfolgte die Eingemeindung von Friedeburg nach Freiberg.

### 1945 bis 1990

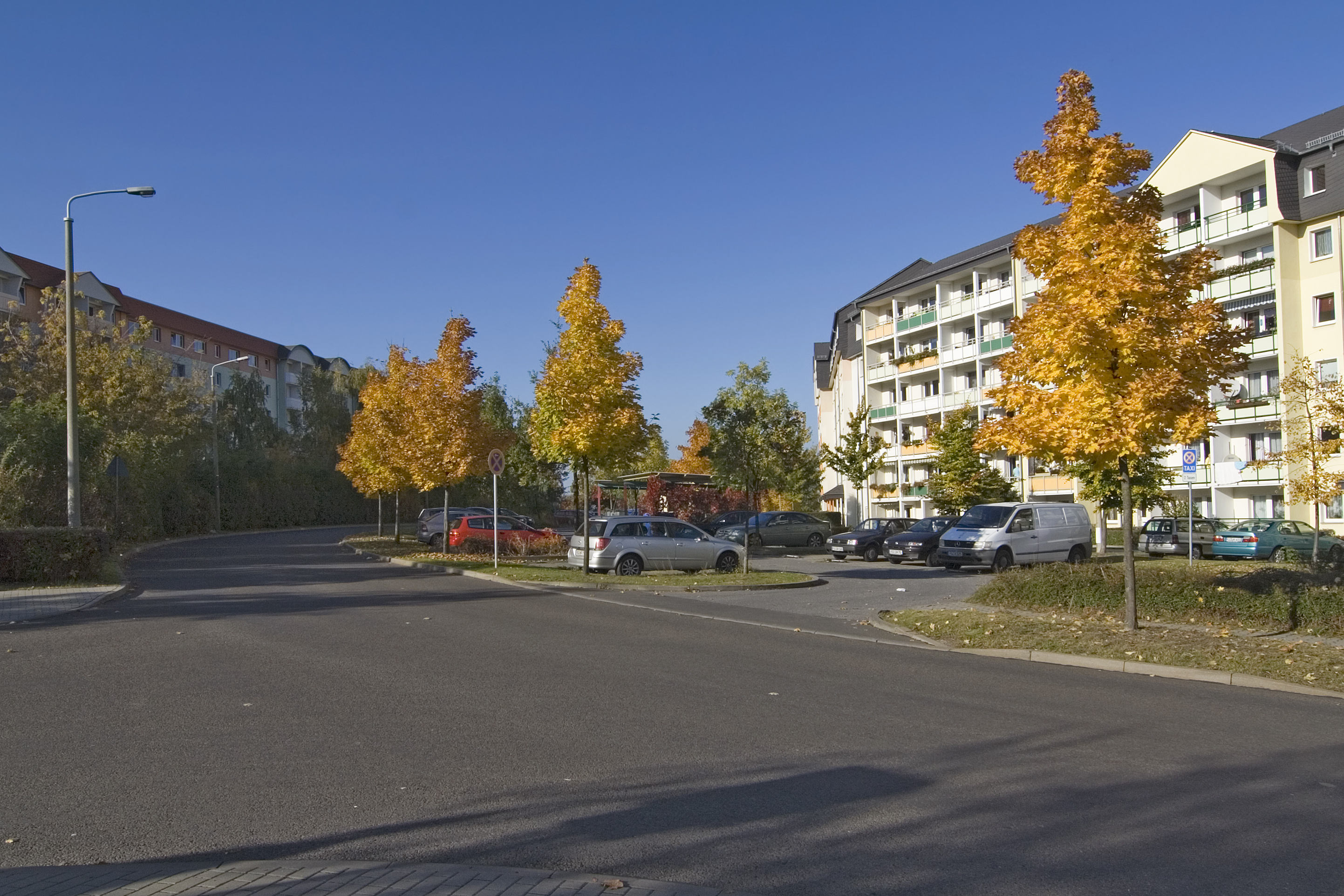
Wohngebiet Friedeburg

Durch die zweite Kreisreform in der DDR kam Friedeburg als Stadtteil der Stadt Freiberg im Jahr 1952 zum Kreis Freiberg im Bezirk Chemnitz (1953 in Bezirk Karl-Marx-Stadt umbenannt), der ab 1990 als sächsischer Landkreis Freiberg fortgeführt wurde. Im Frühjahr 1985 erfolgte der erste Spatenstich für das Neubaugebiet „Friedeburg“, das in seiner Wohnstruktur hauptsächlich aus sechsstöckigen Plattenbauten besteht. Das Großwohngebiet mit ca. 2.300 Wohnungen sollte Platz für knapp 8.500 Menschen bieten. Zwischen 1983 und 1985 entstand im Stadtteil Friedeburg mit dem Freiberg-Tempel der einzige Tempel der Kirche Jesu Christi der Heiligen der Letzten Tage (Mormonen), der in einem sozialistischen Land gebaut wurde. 

### Entwicklung von Friedeburg seit 1990
Seit Mitte der 1990er Jahre entstand westlich der ursprünglichen Plattenbaugebiete von Friedeburg ein neues Wohngebiet "Neu-Friedeburg" mit Einfamilienhäusern und Doppelhäusern. Das anfangs brach liegende Feldland wurde im Zuge der Modernisierung als Park und Erholungsfläche inklusive Parkhäusern bebaut.
Innerhalb des Stadtumbaukonzepts der Stadt Freiberg, welches Lösungen zum Rückgang der Bevölkerung und dessen Folgen beinhaltet, ist es zu umfangreichen Rück- und Umbaumaßnahmen des Plattenbauviertels gekommen. Auch Rückbaumaßnahmen, zum Beispiel der Rückbau der Blocks auf nur vier Etagen, waren geplant. Die Wohnungsgenossenschaft Freiberg eG (WG Freiberg) vollzog unter anderem einen vollständigen Rückbau der Arthur-Schulz-Straße 19–25. Trotz heftiger Kritik und Protesten von Anwohnern und Bewohnern der Stadt ließ die Städtische Wohnungsgesellschaft Freiberg (SWG) 2010 einen Wohnblock auf der Kurt-Handwerk-Straße 2 abreißen. Im Mai und November 2006 kam es zur Schließung der beiden Kaufhallen der Handelskette nah&gut. Eine der beiden Kaufhallen wurde im Sommer 2008 abgerissen. Das Brachland wurde vom anliegenden Supermarkt aufgekauft und als Parkplatz umgebaut.
Im Jahr 2012 startete ein neues Wohnbaukonzept, indem nördlich von „Neu-Friedeburg“ ein weiterer Teil des Brachlandes zwischen „Martin-Planer-Straße“ und „Hainichener Straße“ bebaut wurde.
Auf dem Gebiet des ehemaligen DDR-Flugplatzes sind mehrere neue Einfamilienhäuser entstanden sowie neue Straßen gebaut worden.
Als neue Straßenanbindungen wurden hier die „Martin-Planer-Straße“ verlängert sowie die neue „Heynitzstraße“ an die „Abraham-von-Schönberg-Straße“ angeknüpft.
Bezüglich der kleinräumigen Gliederung der Stadt Freiberg bilden Friedeburg und Neu-Friedeburg zwei von vier Stadtvierteln des Stadtteils Freiberg-Nord.

## Infrastruktur

### Verkehr
Friedeburg besitzt einen Anschluss an die Buslinien C und B und ist somit leicht erreichbar. Zusätzlich verkehren noch einige Regionalbuslinien, z. B.: nach Kleinwaltersdorf. Im Norden des Wohngebietes verläuft die Staatsstraße 205 in Richtung Hainichen. Verlässt man das Wohngebiet im Süden, findet man leicht Anschluss an die Bundesstraße 173 in Richtung Chemnitz und in Richtung Dresden. Die Friedeburger Straße verläuft als Hauptstraße durch den gesamten Stadtteil.

### Versorgung
- Supermärkte
- Kleidung & Schreibwaren
- Apotheken und Arztpraxen, Orthopädie-Bedarf
- Bäckereien
- Friseure
- Blumengeschäfte
- Fahrschulen
- Kreditinstitute (Sparkasse)
- Gaststätten

### Schulen und Kindergärten
- Kita „Käte Duncker“

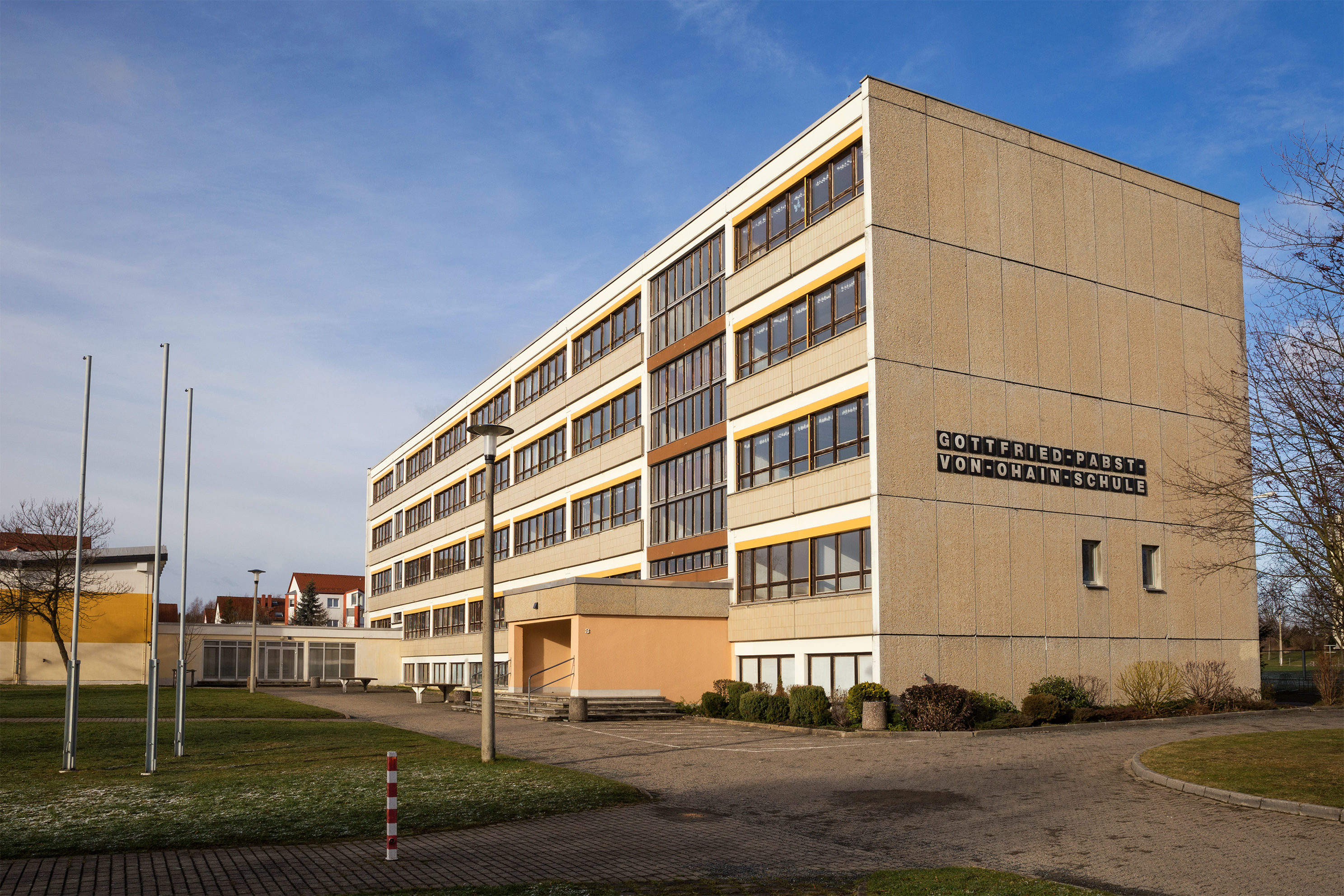
Oberschule „Gottfried Pabst von Ohain“

- Kindertagesstätte „Kibu“ (Deutscher Kinderschutzbund e. V.)
- Grundschule „Carl Böhme“
- Oberschule „Gottfried Pabst von Ohain“
- Hort der Grundschule „Carl Böhme“, ehemalige Kita „Hilde Coppi“